# Bathyceradocus hawkingi
Bathyceradocus hawkingi – gatunek skorupiaka z rzędu obunogów i rodzaju Bathyceradocus, opisany w 2019 r. na Uniwersytecie Łódzkim na podstawie okazów złowionych na głębokości 5000 m na równinie abisalnej w okolicach Rowu Kurylsko-Kamczackiego i nazwany na cześć Stephena Hawkinga. Osobniki gatunku mają ok. 2 cm długości i odżywiają się drewnem opadającym na ich dno oceanu.